# Cryptopimpla tertia
Cryptopimpla tertia är en stekelart som först beskrevs av Setsuya Momoi 1970.  Cryptopimpla tertia ingår i släktet Cryptopimpla och familjen brokparasitsteklar. Inga underarter finns listade i Catalogue of Life.